# A&M Records
Az A&M Records lemezkiadó vállalatot 1961-ben alapította Jerry Moss és Herb Alpert Carnival Records néven, amit – miután ilyen néven már létezett egy társaság – 1962-ben A&M-re változtattak családnevük kezdőbetűit felhasználva.
A cég az Egyesült Királyságban 1967-ben jelent meg, addig a Pye Records jelentette meg a lemezeiket. Az A&M Canada 1970-ben, az A&M Europe pedig 1977-ben alakult. Két leányvállalatot is létrehoztak, a Vendetta Records-ot és a Perspective Records-ot.
Az A&M-et 1989-ben közel félmilliárd dollárért megvette a PolyGram. 1998-tól beolvadt az Interscope Recordsba, amely a Universal Music Grouphoz tartozik. 2007-ben az Octone Recordsszal közös vállalkozásban indították újra az A&M-et, mint önálló kiadót.
1966-tól 1999-ig az A&M Records központja a hollywoodi Charlie Chaplin Stúdióban volt, közel a Sunset és a La Brea sugárutak találkozásához.
A kiadó többek között a következő zenészek, zenekarok albumait jelentette meg: Bryan Adams, Burt Bacharach, Joan Baez, Black Eyed Peas, The Carpenters, Joe Cocker, Rita Coolidge, Stewart Copeland, Sheryl Crow, Amy Grant, The Human League, Janet Jackson, Chris Montez, The Police, Simple Minds, Soundgarden, Status Quo, Sting, Styx, Andy Summers, Supertramp, Ike, Vesta Williams & Tina Turner, Suzanne Vega.